# Érythème polymorphe
 Mise en garde médicale
L’érythème polymorphe est une dermatose éruptive aiguë.
Elle se caractérise par l'apparition de lésions en forme de cocardes (cercles concentriques) à centre parfois bulleux. Les localisations préférentielles sont les faces d'extension des membres.
D'une étendue localisée, il peut s'étendre en forme majeure, voire évoluer vers un syndrome de Stevens-Johnson ou un syndrome de Lyell. 
Ses causes sont variées : infections virales, bactériennes ou fongiques (dermatophyte), origine médicamenteuses, cancers, maladies inflammatoires.